# Brachyllus langeri
Brachyllus langeri är en skalbaggsart som beskrevs av Keith 2008. Brachyllus langeri ingår i släktet Brachyllus och familjen Melolonthidae. Inga underarter finns listade.